# Адуев, Нурмагомед Адуевич
Нурмагомед Адуевич Адуев — советский хозяйственный, государственный и политический деятель, Герой Социалистического Труда.

## Биография
Родился 9 мая 1925 года в селении Кули. Лакец. Член КПСС.
С 1940 года — на хозяйственной, общественной и политической работе. В 1940—1985 гг. — чабан, старший чабан в колхозе им. Гаруна Саидова Кулинского района Дагестанской АССР.
Указом Президиума Верховного Совета СССР от 8 апреля 1971 года присвоено звание Героя Социалистического Труда с вручением ордена Ленина и золотой медали «Серп и Молот».
Избирался депутатом Верховного Совета РСФСР 8-го созыва.
Умер 26 марта 2002 года в родном селе Кули.